# 龙圩区
龙区是中华人民共和国广西壮族自治区梧州市所辖的一个市辖区，位于浔江南岸。面积981平方公里，2013年由苍梧县析置。區人民政府驻龙圩镇龙城南路108号。

## 历史沿革
龙圩区以驻地龙圩镇命名。南朝梁在此置遂城县，隋开皇十一年（591年），因为屯兵之地，遂改为戎成县。唐代改为戎城县。北宋熙宁四年（1071年）废县改镇。清代改名戎墟镇。1950年改为龙圩镇。据《苍梧县地名录》，因“龙”与“戎”音近，同时龙象征吉祥，故以“龙圩”为名。1952年成为苍梧县驻地。
2013年，由苍梧县析置梧州市龙圩区，苍梧县驻地迁至石桥镇。

## 行政区划
龙圩区辖4个镇：
龙圩镇、新地镇、广平镇和大坡镇。

## 人口
根据第七次人口普查数据，截至2020年11月1日零时，龙圩区常住人口为288482人。

## 交通
- 包茂高速、 广昆高速、 梧州绕城高速、 207国道、 321国道、 358国道
- 南广铁路：梧州南站

## 风景名胜
- 李济深故居